# Wolfram Rohst

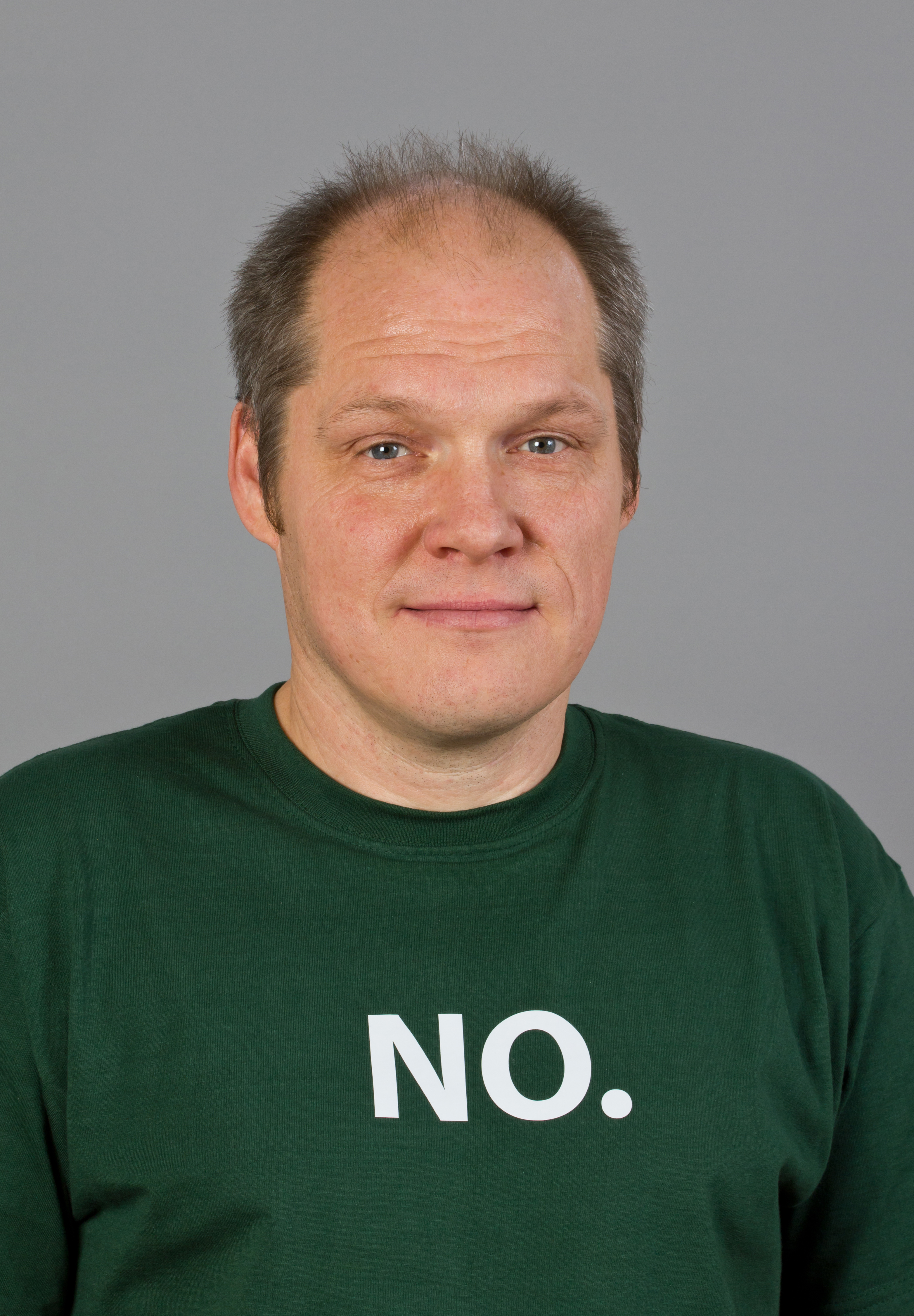
Wolfram Rohst

Wolfram Rohst (* 27. Februar 1966 in Berlin-Mitte als Wolfram Prieß) ist ein deutscher Politiker der Piratenpartei.
Rohst studierte Physik in Jena und lebte bis 2007 überwiegend in Thüringen. Mitte 2009 trat er der Piratenpartei bei. Am 18. September 2011 wurde er bei der Wahl zum Abgeordnetenhaus von Berlin 2011 auf Platz 15 der Landesliste der Piratenpartei Berlin in das Abgeordnetenhaus von Berlin gewählt. Parallel trat er bei der Bezirksverordnetenversammlungswahl als Direktkandidat für den Wahlkreis Mitte 6 an. 2016 schied er aus dem Abgeordnetenhaus aus.
Wolfram Rohst heiratete am 10. August 2016 und gab dabei seinen bisherigen Familiennamen Prieß ab.